# Andreas Kaufmann (Schauspieler)

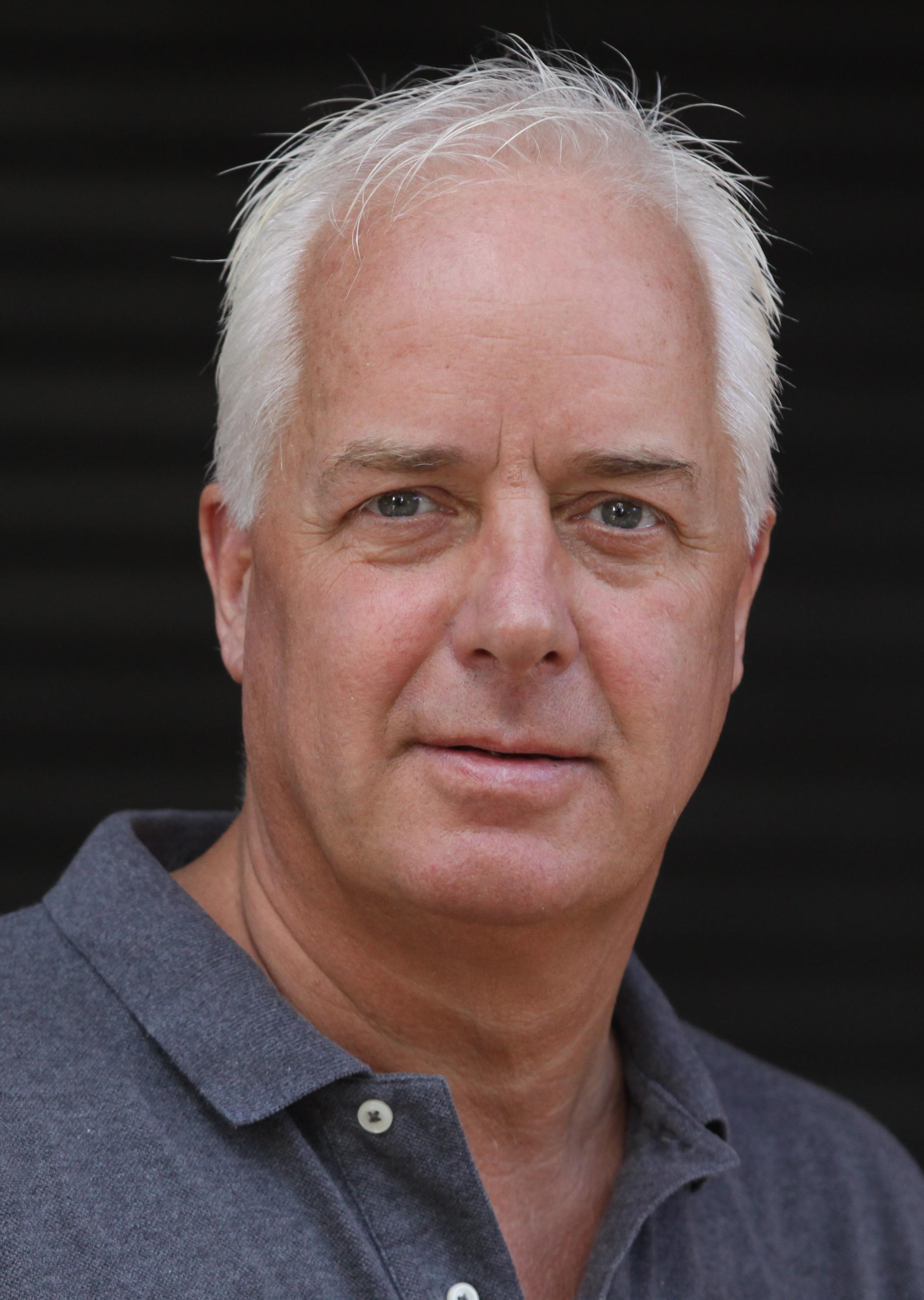
Andreas Kaufmann, 2011

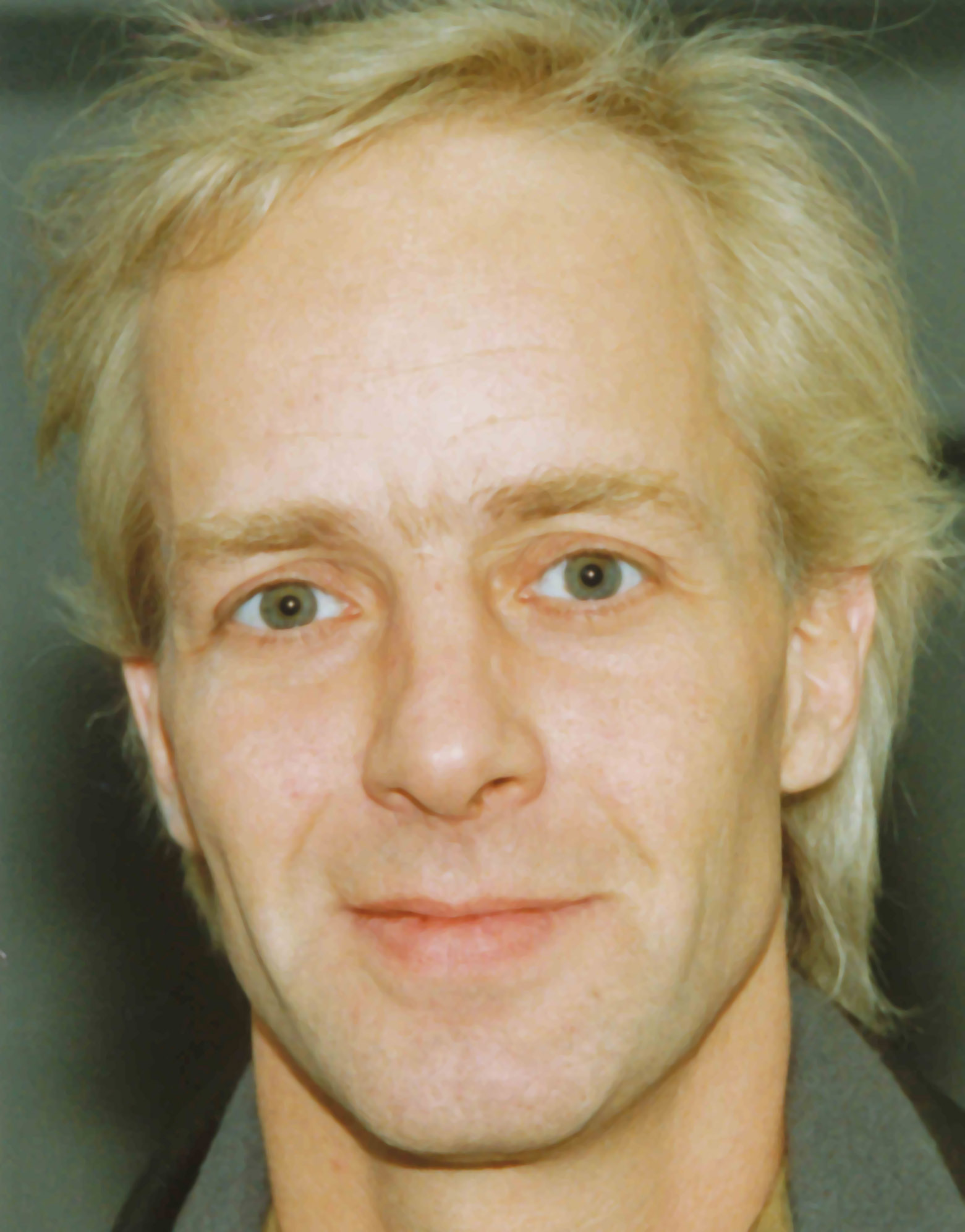
Andreas Kaufmann, ca. 1990

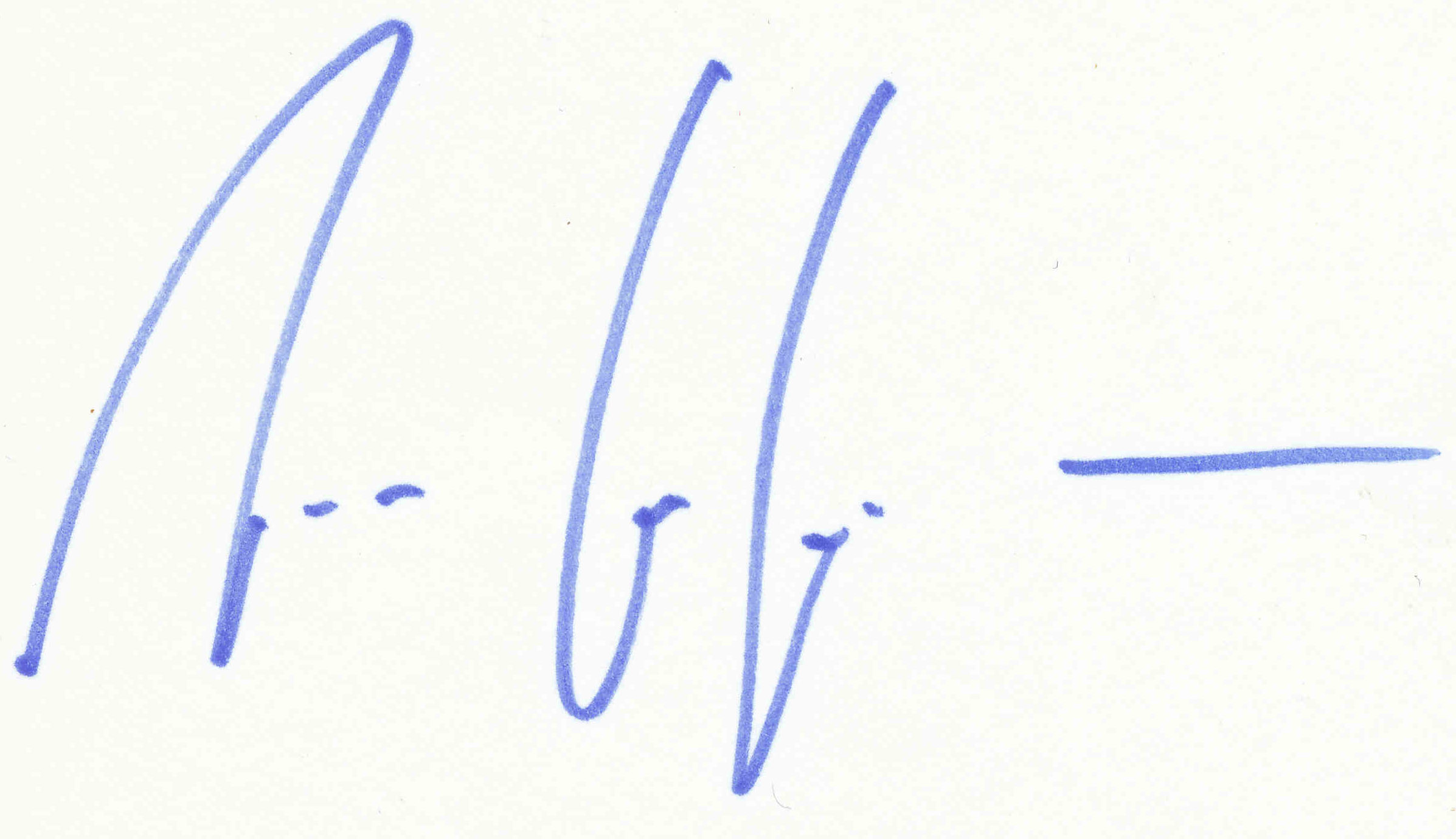
Autogramm von Andreas Kaufmann

Andreas Kaufmann (* 13. Juni 1957 in Solingen) ist ein deutscher Schauspieler, Theaterregisseur sowie Autor von Drehbüchern, Theaterstücken und Kinderbüchern.
Kaufmann schloss seine Ausbildung an der Hochschule für Musik und Theater in Hannover als Schauspieler und Regisseur ab. Danach folgten Theaterinszenierungen. Bekannt wurde er 1999, als er in der ARD-Soap Marienhof den Hausmeister Jürgen Jungmann spielte. 2007 trat er in der Serie nochmals in der Nebenrolle eines Zirkusclowns auf, der seine Tochter sucht.

## Filmografie (Auswahl)
- 1999–2000: Marienhof Rolle: Jürgen Jungmann
- 2000–2012: Das Duo Rolle: Dr. Demetor (Gerichtsmediziner)
- 2001: Stubbe – Von Fall zu Fall: Unschuldsengel Rolle: Rechtsmediziner
- 2007: Marienhof Rolle: Bernhard „Benno“ Richter
- 2011: Rote Rosen Rolle: Oberstaatsanwalt Held

## Auszeichnungen
2023 erhielt die von ihm geschriebene Hörgeschichte „Der schönste Tag im Leben“ aus der Reihe Ohrenbär den Robert-Geisendörfer-Preis in der Kategorie „Kinderprogramme/Kindermedien“.